# Systematic Botany
Systematic Botany is het wetenschappelijke tijdschrift van de American Society of Plant Taxonomists (ASPT). Het tijdschrift verschijnt sinds 1976. Het tijdschrift verschijnt vier keer per jaar. De hoofdredacteur is Tom A. Ranker. Fred Barrie is aan het tijdschrift verbonden als specialist in de botanische nomenclatuur.
Het peer reviewed tijdschrift bevat artikelen met betrekking tot botanische taxonomie en aanverwante onderwerpen. Onder meer beschrijvingen van nieuwe taxa worden in het tijdschrift gepubliceerd. Van alle auteurs van ingezonden artikelen moet er ten minste één lid zijn van de ASPT. Naast wetenschappelijke artikelen bevat het tijdschrift boekrecensies.
In botanische literatuurverwijzingen wordt vaak de standaardafkorting “Syst. Bot.” gebruikt.